# Leslye Obiora
Leslye Amede Obiora née en 1967, est une juriste et ancienne ministre de la République fédérale du Nigeria.  

## Biographie
Originaire d'Oguta, une communauté igbo riveraine au Nigeria, elle est née à la veille du pogrom qui a déclenché la guerre du Biafra. Elle fait partie d'une fratrie de neuf enfants. 

### Carrière professionnelle
Obiora est professeure de droit aux États-Unis depuis 1992. En 1999, elle a reçu une offre non sollicitée de la Banque mondiale pour gérer un programme visant à faire progresser l'égalité hommes-femmes en Afrique. En 2006, elle a reçu une autre nomination non sollicitée au poste de ministre du Développement des mines et de l'acier de la République fédérale du Nigeria. Elle est récipiendaire de plusieurs nominations, dont notamment de la Faculté invitée du Fonds mondial Coca-Cola à l'Université Yale ainsi que de bourses du Centre d'études avancées en sciences du comportement à Stanford, de l'Institut d'études avancées à Princeton, du Centre d'études Bellagio de la Fondation Rockefeller et du programme Djerassi Resident Artist Program. Elle a été professeure Genest Global à la faculté de droit Osgoode Hall de Toronto et professeure invitée des droits de l’homme Gladstein à l’Université du Connecticut. Obiora a fondé l'Institut de recherche sur les femmes, les enfants et la culture africains (IRAWCC, prononcé «I rock»). 
Obiora défend l'idée que l'excision ne peut être appréhendée en dehors des structures sociales complexes et que le droit seul ne peut apporter une amélioration de la condition féminine  et l'émancipation des femmes. Elle critique la notion internationale de droits humains en tant que fondée sur une compréhension des droits humains portant sur des individus détachés du contexte social et culturel complexe dans lequel ils évoluent. Pour Obiora, le changement des lois seuls ne préfigure pas un changement dans les attitudes envers les femmes. 